# Hypatium opulentum
Hypatium opulentum är en skalbaggsart som först beskrevs av Johann Christoph Friedrich Klug 1842.  Hypatium opulentum ingår i släktet Hypatium och familjen långhorningar.
Artens utbredningsområde är:
- Niger.
- Senegal.

Inga underarter finns listade i Catalogue of Life.